# Nothosaerva brachiata
Nothosaerva es un género monotípico de fanerógamas pertenecientes a la familia Amaranthaceae. Su única especie: Nothosaerva brachiata Wight, se encuentra en África.

## Descripción
Es una planta herbácea anual, que alcanza un tamaño de (4 -) 10-45 cm de altura, con muchas ramas que se extienden hasta los 50 cm de altura, con ramas principales a 15 mm, no comprimidas lateralmente.

## Distribución y hábitat
Se encuentra, por lo general, en terrenos arenosos o arcillosos, en las costas o cursos de agua estacionales de inundación periódica, sobre el suelo desnudo por zanjas, etc; a una altitud de 0-1050 m altura en Namibia, Mauricio, Mascareñas, India, Sri Lanka y Sudáfrica.

## Taxonomía
Nothosaerva brachiata fue descrita por  Robert Wight y publicado en Icones Plantarum Indiae Orientalis 6: 1. 1853.
Sinonimia
- Achyranthes brachiata L. (1767) basónimo
- Aerva brachiata (L.) Mart.
- Illecebrum brachiatum (L.) L. (1771)
- Pseudanthus brachiatus (L.) Wight
- Aerva chenopodiifolia Bojer
- Amaranthus minutus Lesch. ex Moq.[3][4]